# Harold Pinter
Harold Pinter CH, CBE (Hackney, Londres, 10 de outubro de 1930 — Londres, 24 de dezembro de 2008) foi um ator, diretor, poeta, roteirista, e certamente um dos grandes dramaturgos do século XX, além de destacado e incômodo ativista político britânico.
Foi um dos grandes representantes do teatro do absurdo junto com Samuel Beckett e Eugène Ionesco. Recebeu o Nobel de Literatura de 2005 e o prêmio Companion of Honour da Rainha da Inglaterra pelos serviços prestados à literatura.

## Carreira
Nascido num subúrbio pobre de Londres, ao norte do rio Tâmisa, parte leste da cidade, em Hackney, onde fez seus primeiros estudos, filho de pais  judeus com ancestrais provenientes do leste europeu. Seu pai, Jack Pinter (1902–1997), sua mãe, Frances (nascida Moskowitz; 1904–1992).
Começou em meados da década de 1950 sua carreira teatral. A sua primeira obra importante foi Festa de Aniversário (The Birthday Party, 1957), um fracasso na estreia mas um êxito na remontagem, depois de ter sido apresentada na televisão. É um dos mais importantes renovadores do teatro moderno e as suas peças tem um estilo característico a que se deu o nome de pinteresco. Nelas são criadas situações em que personagens normais, em suas vidas cotidianas, são colocadas repentinamente frente ao inesperado. Traição, por exemplo, é uma peça que discorre de forma convencional sobre a vida de um casal e a sua separação depois da aventura da esposa com seu amante. Entretanto ela é apresentada ao reverso, em cenas que acontecem de trás para diante; uma das cenas iniciais é um encontro num bar do amante com o marido traído, depois da separação.
Pinter escreveu 29 peças, entre as mais reconhecidas estão Festa de Aniversário (The Birthday Party, 1957), O Porteiro (The Caretaker, 1959), Traição (Betrayal, 1978), Volta ao Lar (Homecoming, 1965), todas adaptadas ao cinema. Entre seus roteiros para cinema mais reconhecidos está A Mulher do Tenente Francês (The French Lieutenant's Woman, 1981).
Em outubro de 2006 foi aclamado por sua participação como ator na produção de A Última Gravação (Krapp's Last Tape) como parte da comemoração dos 100 anos do nascimento de seu autor Samuel Beckett e dos 50 anos do Royal Court Theatre.
Morreu de câncer, aos 78 anos, na véspera de natal de 2008, em Londres.
Encontra-se sepultado no Cemitério de Kensal Green, Londres, na Inglaterra.

## Participação política
Bastante controverso politicamente, foi um forte opositor às políticas belicistas do final do século XX, como no caso da invasão do Iraque em 2003, quando contestou as políticas de George Bush e Tony Blair.
Entre outras polêmicas, Pinter proferiu uma palestra na Conferência pela Paz nos Bálcãs, em 10 de junho de 2000, contra o bombardeamento de civis pela OTAN na Sérvia. Em 2001 Pinter incorpora-se ao Comitê Internacional na Defesa de Slobodan Milošević (ICDSM) e mais tarde (2004) também assina um manifesto de artistas por Milošević em 2004 – não por considerá-lo inocente, mas questionando a independência do tribunal internacional "de inspiração norte-americana" criado especialmente para julgá-lo.
Pinter foi também um grande apreciador de críquete.

## Principais obras

### Prosa
- Kullus (1949)
- The Dwarfs (1952–56)
- Latest Reports from the Stock Exchange (1953)
- The Black and White (1954–55)
- The Examination (1955)
- Tea Party (1963)
- The Coast (1975)
- Problem (1976)
- Lola (1977)
- Short Story (1995)
- Girls (1995)
- Sorry About This (1999)
- God's District (1997)
- Tess (2000)
- Voices in the Tunnel (2001)

### Poesia
- War (2003)

### Teatro
- The room (1957)
- The birthday party (1957)
- The dumb waiter (1957)
- happy birthday(1958)
- The caretaker (1960)
- A slight ache (1961)
- The homecoming (1965)
- Md Times (1971)
- No Man's Land (1975)

## Prémios
Em 13 de Outubro de 2005 a Academia Sueca atribuiu-lhe o Nobel de Literatura. Harold Pinter não foi à cerimónia de atribuição do prémio na capital sueca.

## Encenações no Brasil
Em 1982, Paulo Autran recebe o Prêmio Molière de melhor ator por sua participação em Traições. Esta mesma peça foi encenada no Teatro Cultura Inglesa em São Paulo em 2002, com Laerte Mello.
Em 2008, Ary Coslov dirige "Traição" ("Betrayal") no Teatro Solar de Botafogo, no Rio de Janeiro. O diretor recebeu os prêmios Shell e APTR como melhor diretor de 2008. Em 2011, Coslov dirige "Pinteresco", espetáculo composto de 12 esquetes de Pinter, originalmente escritos para teatro de revista. Em 2015, Coslov dirige "A Estufa" ("The Hothouse") no Teatro Laura Alvim.
Em 2012, Esther Góes dirige uma adaptação de A Coleção por Flávio Rangel.
Em 2013, O Inoportuno (The Caretaker), com direção de Ênio Carvalho foi a primeira montagem do texto em Curitiba, com produção de Dimas Bueno, foi indicada ao Prêmio Estadual Gralha Azul, nas seguintes categorias: Melhor Espetáculo, Melhor Ator (Zeca Cenovicz), Ator Coadjuvante (Rafael Camargo), Sonoplastia (Chico Nogueira), Iluminação (Nadia Luciani). No elenco Rafael Camargo, Zeca Cenovicz e Dimas Bueno.
Em 2008, "Celebração" (Celebration), com direção de Eric Lenate e Vitor Mafra estreou no Cultura Inglesa Festival em São Paulo no ano seguinte após a morte do autor. A peça também esteve em carta no Centro Cultural Banco do Brasil em Brasília (DF) e ficou mais de dois anos em cartaz. A produção executiva é Juliana Vedovato e Valentina Lattuada e da Brancalyone Produções.

## Controvérsia
A atribuição do Prémio Nobel a Pinter enfrentou grande oposição pelas posições veementes do dramaturgo contra a participação britânica na Guerra do Iraque. No pensamento dos opositores, a premiação teria sido motivada sobretudo por suas posições políticas pacifistas e não tanto ao valor literário de sua obra, o que foi firmemente contestado por grande parte da crítica mundial, que o considera um dos grandes autores do século XX.